# Nebulus
Nebulus — компьютерная игра в жанре платформер, выпущенная фирмой Hewson Consultants в 1987 году для компьютеров ZX Spectrum, IBM PC, Amstrad CPC, Commodore 64, Commodore Amiga, Atari ST и Acorn Archimedes. Кроме того, были выпущены версии для игровых приставок Nintendo GameBoy, NES (разработчик: Bits Studios), Atari 7800 и КПК Palm. Американская версия игры, выпущенная U.S. Gold, известна как Tower Toppler. Версии для Nintendo имеют название Castelian.

## Игровой процесс
Nebulus — это игра-платформер, с некоторыми уникальными особенностями. Герой игры, небольшое зелёное создание по имени Пого (Pogo), должен уничтожить восемь башен, построенных в море. Сама игра происходит на одной из башен за раз. Пого начинает у основания башни, ему требуется найти путь наверх. Башня сложена из кирпича и имеет цилиндрическую форму, по внешней стороне башни проходят лестницы и платформы, связанные лифтами, иногда встречаются горизонтальные туннели, ведущие сквозь башню на другую её сторону.
Наиболее заметная особенность игры — в том что персонаж, стоя на месте или двигаясь, всегда остаётся в центре экрана, вместо этого башня и фон поворачивается либо двигается вверх и вниз.
На своём пути Пого встречает множество различных врагов, большинство из которых имеет простую геометрическую форму. Некоторых из врагов можно застрелить, на других это не действует — от них нужно уворачиваться. Контакт с врагом приводит к падению героя вниз, на более низкий уровень лестницы. Если платформы внизу не оказывается, Пого падает в воду и тонет.
После того как вершина башни достигнута, Пого должен войти в дверь, чтобы запустить механизм уничтожения башни. После этого башня погружается в море, Пого садится в подводную лодку и начинается призовой уровень (реализован не во всех версиях игры), на котором он может стрелять в рыб, чтобы заработать дополнительные очки.

## Оценки и мнения
| Иноязычные издания | Иноязычные издания                                  |
| Издание            | Оценка                                              |
| ------------------ | --------------------------------------------------- |
| Génération 4       | 91 %                                                |
| Награды            |                                                     |
| Издание            | Награда                                             |
| Your Sinclair      | Лучшие игры всех времен для ZX Spectrum, 30-е место |
| Retro Gamer, 2008  | 23-е место в рейтинге Лучших игр ZX Spectrum        |

## Продолжение
В 1990-х было выпущено менее известное продолжение игры — Nebulus 2.

## Снимки экрана

Amiga
Commodore 64
Palm